# Laten we dansen
"Laten we dansen" is een single van de Nederlandse rapper Diggy Dex en van de Nederlandse zanger Paul de Munnik. Het nummer werd uitgebracht als de tweede track op het album Golven van Diggy Dex uit 2016. 

## Achtergrond
Laten we dansen is geschreven door Diggy Dex, Paul de Munnik en René van Mierlo en geproduceerd door Diggy Dex, René van Mierlo en Marcel Tegelaar. Het nummer bereikte zowel in Nederland (#11) als België (#38) de tiplijsten. Het nummer is geschreven voor de zus van Diggy Dex en haar dochter, welke in februari 2016 geboren was met een hersentumor.